# Elezioni parlamentari in Repubblica Ceca del 2021
Le elezioni parlamentari in Repubblica Ceca del 2021 si sono tenute l'8 e il 9 ottobre per il rinnovo della Camera dei deputati. In seguito all'esito elettorale, Petr Fiala, espressione del Partito Democratico Civico (parte integrante della coalizione Spolu, con KDU-ČSL e TOP 09), è divenuto Presidente del Governo, nell'ambito di un esecutivo sostenuto anche da Partito Pirata Ceco e Sindaci e Indipendenti.
Per converso ANO 2011, il partito del primo ministro uscente Andrej Babiš, è passato all'opposizione, pur avendo ottenuto la maggioranza relativa dei seggi.
Per la prima volta dal 1990, sono rimasti fuori dal parlamento il Partito Social Democratico Ceco e il Partito Comunista di Boemia e Moravia.

## Risultati
| Spolu (ODS - KDU-ČSL - TOP 09)                | 1 493 905 | 27,79 | 71  |  |  |  |
| ANO 2011                                      | 1 458 140 | 27,13 | 72  |  |  |  |
| Pirati e Sindaci (PIRÁTI - STAN)              | 839 776   | 15,62 | 37  |  |  |  |
| Libertà e Democrazia Diretta                  | 513 910   | 9,56  | 20  |  |  |  |
| Přísaha                                       | 251 562   | 4,68  | –   |  |  |  |
| Partito Social Democratico Ceco               | 250 397   | 4,66  | –   |  |  |  |
| Partito Comunista di Boemia e Moravia         | 193 817   | 3,61  | –   |  |  |  |
| Trikolóra - Svobodní - Soukromníci            | 148 463   | 2,76  | –   |  |  |  |
| Blocco Libero                                 | 71 587    | 1,33  | –   |  |  |  |
| Partito dei Verdi                             | 53 343    | 0,99  | –   |  |  |  |
| Apriremo la Repubblica Ceca alla Vita Normale | 21 804    | 0,41  | –   |  |  |  |
| Democrazia Svizzera                           | 16 823    | 0,31  | –   |  |  |  |
| Moravané                                      | 14 285    | 0,27  | –   |  |  |  |
| Alleanza per il Futuro                        | 11 531    | 0,21  | –   |  |  |  |
| Corona Ceca                                   | 8 635     | 0,16  | –   |  |  |  |
| Hnutí Prameny                                 | 8 599     | 0,16  | –   |  |  |  |
| Urzacz                                        | 6 775     | 0,13  | –   |  |  |  |
| Alleanza delle Forze Nazionali                | 5 167     | 0,10  | –   |  |  |  |
| Pensionati 21                                 | 3 698     | 0,07  | –   |  |  |  |
| Movimento della Terra Morava                  | 1 648     | 0,03  | –   |  |  |  |
| La Sinistra                                   | 639       | 0,01  | –   |  |  |  |
| Blocco della Destra                           | 586       | 0,01  | –   |  |  |  |
| Totale                                        | 5 375 090 | 100   | 200 |  |  |  |
|                                               |           |       |     |  |  |  |
| Voti non validi                               | 36 794    | 0,68  |     |  |  |  |
| Votanti                                       | 5 411 884 | 65,39 |     |  |  |  |
| Elettori                                      | 8 275 752 |       |     |  |  |  |

| Riepilogo dei voti (+/- elezioni 2017)  | Riepilogo dei voti (+/- elezioni 2017) | Riepilogo dei voti (+/- elezioni 2017) | Riepilogo dei voti (+/- elezioni 2017) | Riepilogo dei voti (+/- elezioni 2017) | Riepilogo dei voti (+/- elezioni 2017) | Riepilogo dei voti (+/- elezioni 2017) |
| --------------------------------------- | -------------------------------------- | -------------------------------------- | -------------------------------------- | -------------------------------------- | -------------------------------------- | -------------------------------------- |
| Spolu (ODS - KDU-ČSL - TOP 09)          | Spolu (ODS - KDU-ČSL - TOP 09)         | Spolu (ODS - KDU-ČSL - TOP 09)         |                                        |                                        | 27,79%                                 | Nuovo                                  |
| ANO 2011                                | ANO 2011                               | ANO 2011                               |                                        |                                        | 27,13%                                 | ▼ 2,51                                 |
| Pirati e Sindaci (PIRÁTI - STAN)        | Pirati e Sindaci (PIRÁTI - STAN)       | Pirati e Sindaci (PIRÁTI - STAN)       |                                        |                                        | 15,62%                                 | Nuovo                                  |
| Libertà e Democrazia Diretta            | Libertà e Democrazia Diretta           | Libertà e Democrazia Diretta           |                                        |                                        | 9,56%                                  | ▼ 1,08                                 |
| Přísaha                                 | Přísaha                                | Přísaha                                |                                        |                                        | 4,68%                                  | Nuovo                                  |
| Partito Social Democratico Ceco         | Partito Social Democratico Ceco        | Partito Social Democratico Ceco        |                                        |                                        | 4,66%                                  | ▼ 2,62                                 |
| Partito Comunista di Boemia e Moravia   | Partito Comunista di Boemia e Moravia  | Partito Comunista di Boemia e Moravia  |                                        |                                        | 3,61%                                  | ▼ 4,16                                 |
| Altri <3,61%                            | Altri <3,61%                           | Altri <3,61%                           |                                        |                                        | 6,95%                                  | ▲ 0,71                                 |
| Riepilogo dei seggi (+/- elezioni 2017) |                                        |                                        |                                        |                                        |                                        |                                        |
|                                         |                                        |                                        |                                        |                                        |                                        |                                        |
| KSČM                                    | 0                                      | ▼ 15                                   |                                        | ČSSD                                   | 0                                      | ▼ 15                                   |
| PIRÁTI                                  | 4                                      | ▼ 18                                   |                                        | STAN                                   | 33                                     | ▲ 27                                   |
| ANO                                     | 72                                     | ▼ 6                                    |                                        | KDU-ČSL                                | 23                                     | ▲ 13                                   |
| TOP 09                                  | 14                                     | ▲ 7                                    |                                        | ODS                                    | 34                                     | ▲ 9                                    |
| SPD                                     | 20                                     | ▼ 2                                    |                                        |                                        |                                        |                                        |